# Simulationsdatenmanagement
Simulationsdatenmanagement ist ein Ansatz um die Simulations- und Berechnungsdaten eines Produktes in ein bestehendes Produktdatenmanagementsystem (PDM) rechnerunterstützt zu integrieren.

## Vorgang
Dabei werden die Kommunikationsprozesse zwischen dem Simulationsdatenmanagementsystem und dem CAE-System, genauso wie die Kommunikation zu einem weiteren Datenmanagementsystem innerhalb des PDM-Systems definiert.
Um die Effektivität der virtuellen Produktvalidierung zu erhöhen und die Produkteinführungszeit zu verkürzen, streben Unternehmen gerade danach, die Synchronisation und Integration von technischen Engineering Prozessen und virtuellen Produktvalidierungsprozessen (Simulation und Berechnung) zu verkürzen. Dazu dient das Simulationsdatenmanagement.

Simulationsdatenmanagement nimmt auch im Bereich der numerischen Simulation zur funktionalen Auslegung und Absicherung dynamischer Systeme (z. B. Steuergeräte im Fahrzeug) einen immer höher werdenden Stellenwert ein. Eine zentrale Rolle spielt dabei die Zusammenarbeit mehrerer Personen im Sinne von Collaborative Engineering. Dies beinhaltet insbesondere den aufgabenbezogenen Zugriff auf Simulationsdaten, den strukturierten Umgang mit Simulationsmodellen, sowie das Arbeiten in lokalen Entwicklungsumgebungen. Simulationsdatenmanagement unterstützt hierbei Herangehensweisen im Bereich des modellbasierten Systems Engineerings.